# أبو حفص يزيد
أبو حفص يزيد كان مولى أو خادم الخليفة الأموي مروان بن الحكم ولا يعرف اسم يزيد الكامل. تزوج من ابنة أمير اليمامة، ومن بين أحفاده عدة شعراء بارزين في الفترة الإسلامية المبكرة، بما في ذلك مروان بن أبي حفصة ومروان بن أبي الجنوب.
أصول أبي حفص غير واضحة. وقِيل إنه إما فارسي أو يهودي. ويُقال إنه قد أُسِرَ في شبابه عندما قُبِضَ عليه في إصطخر عام 659 ميلاديًّا، وبِيعَ بعدها إلى الخليفة. وأُطلق سراحه في يوم اغتيال عثمان بن عفان، المصادر تختلف بشأن ما إذا كان أبو حفص قد اعتنق الإسلام أو احتفظ باليهودية.